# Parabeny

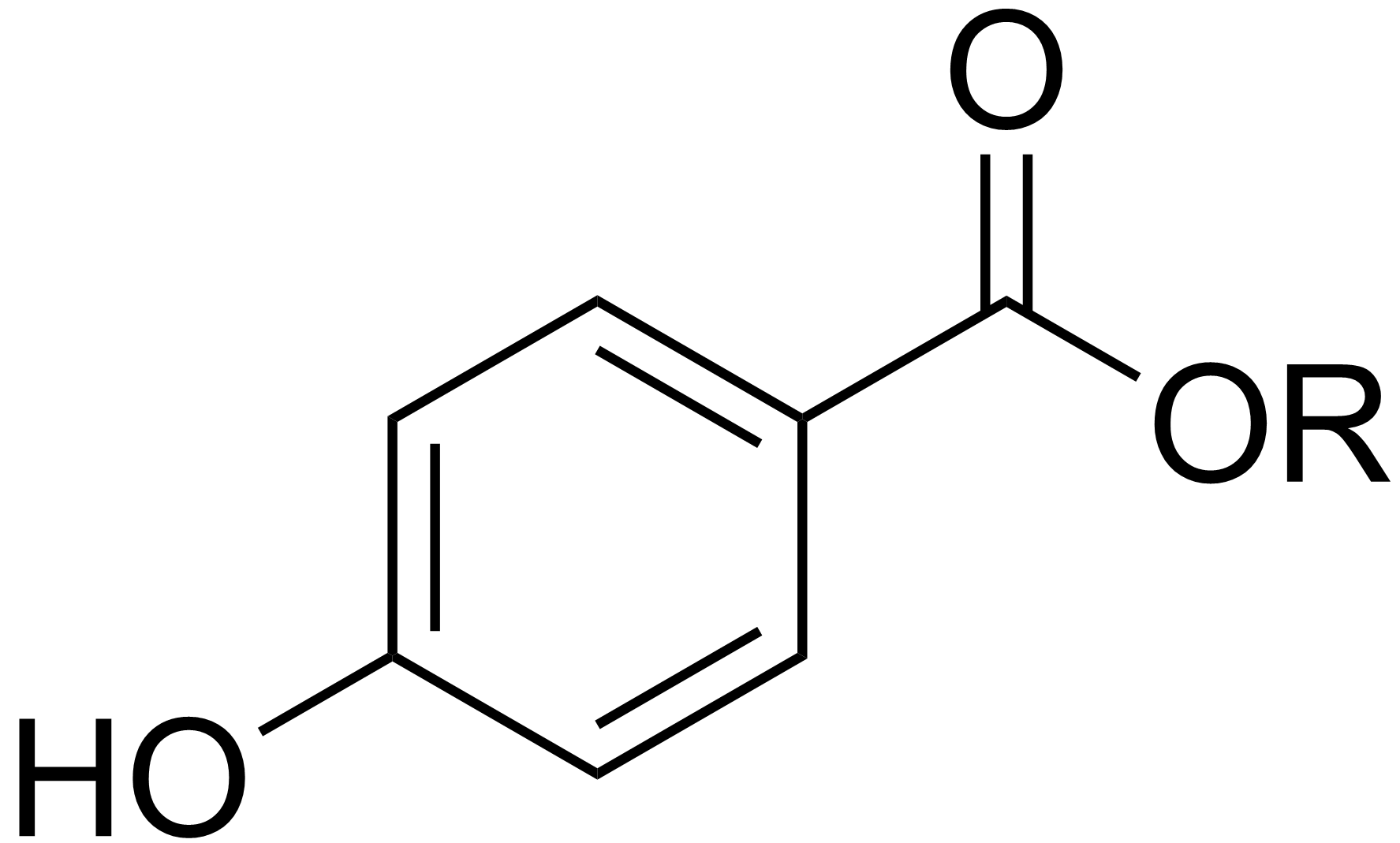
Ogólna struktura parabenów (R oznacza grupę alkilową lub arylową)

Parabeny, nipaginy, PHB – grupa organicznych związków chemicznych stosowanych jako środki konserwujące w kosmetykach, lekach i żywności. Pod względem chemicznym są estrami kwasu 4-hydroksybenzoesowego (PHBA), różniącymi się grupą funkcyjną. Wykazują działanie grzybostatyczne, są aktywne przeciwko drożdżom i pleśniom, jednak odznaczają się niską aktywnością przeciwbakteryjną. Są praktycznie nietoksyczne, nie są rakotwórcze.

## Występowanie
Parabeny występują naturalnie u niektórych gatunków baketrii, roślin czy zwierząt. Paraben metylu izolowano z pszczół miodnych, znajdować się może również w niewielkich ilościach w ich produktach (np. miodzie czy mleczku pszczelim). Działa on jako substancja semiochemiczna u wielu gatunków owadów. W latach 70. i 80. XX wieku badania wskazywały na możliwą aktywność parabenu metylu jako feromonu u psów, jednak późniejsze badania podają to w wątpliwość.

## Właściwości
Do grupy parabenów najczęściej zalicza się związki z prostołańcuchowymi grupami alkilowymi (paraben metylu, paraben etylu, paraben propylu, paraben butylu, paraben pentylu, paraben heksylu i paraben heptylu), niektóre z grupami rozgałęzionymi (np. paraben izopropylu czy paraben izobutylu) oraz z grupami arylowymi (np. paraben benzylu). Czasami stosowane są również ich sole.

Przykładowe wzory strukturalne parabenów
paraben metylu
paraben etylu
paraben propylu

Parabeny mają postać bezbarwnego lub białego proszku, prawie bez zapachu i smaku. Wykazują charakter lipofilowy i słabo rozpuszczają się w wodzie, przy czym rozpuszczalność ta spada wraz ze wzrostem długości łańcucha alkilowego bądź obecnością grupy arylowej (w efekcie najwyższą rozpuszczalność w wodzie ma paraben metylu, a najniższą – paraben benzylu). Ich współczynnik podziału jest duży i wzrasta wraz ze wzrostem długości grupy alkilowej i masą cząsteczkową. Rozpuszczają się dobrze w takich rozpuszczalnikach organicznych jak etanol, eter dietylowy, gliceryna czy glikol propylenowy. Są związkami stabilnymi termicznie (także w warunkach autoklawowania) i chemicznie w szerokim zakresie pH. W środowisku zasadowym (powyżej pH 7) zachodzi hydroliza do wyjściowego alkoholu i kwasu. Parabeny są również odporne na zmydlanie.

### Aktywność biologiczna
Mają działanie grzybostatyczne, są aktywne przeciwko drożdżom i pleśniom, jednak ich aktywność przeciwbakteryjna jest stosunkowo słabsza (przy czym aktywność ta jest większa wobec bakterii Gram-dodatnich niż wobec Gram-ujemnych). Wraz ze wzrostem długości łańcucha alkilowego wzrasta również ich aktywność przeciwko drobnoustrojom. Tym samym poszczególne parabeny wykazują różną aktywność, co jest powodem częstego stosowania ich w postaci mieszaniny kilku związków bądź też dodawania do nich innych substancji konserwujących (np. pochodnych formaldehydu czy fenoksyetanol), dzięki czemu zwiększa się skuteczność przeciwdrobnoustrojowa (także poprzez efekt synergistyczny) i konieczne jest użycie mniejszych ilości konserwantów.
Wykazują aktywność przeciwdrobnoustrojową w zakresie pH 4–8, jednak wyłącznie w fazie wodnej, w której nie są dobrze rozpuszczalne (a wiele stosowanych kosmetyków, produktów spożywczych czy leków, w których są stosowane ma postać emulsji). Oznacza to, że tylko pewna część tych substancji w tych produktach ma rzeczywiste działanie konserwujące. W celu zwiększenia udziału parabenów w fazie wodnej dodaje się odpowiedni współrozpuszczalnik (np. glikol propylenowy). Możliwe jest również użycie parabenów w postaci soli (fenolanów), których rozpuszczalność w wodzie jest większa, jednak związki te odznaczają się silnymi właściwościami zasadowymi, co może być przyczyną niepożądanych reakcji z innymi substancjami

## Otrzymywanie
Parabeny otrzymywane są poprzez estryfikację kwasu 4-hydroksybenzoesowego z użyciem nadmiaru odpowiedniego alkoholu w obecności kwasu (np. kwasu siarkowego) jako katalizatora. Paraben benzylu może być ponadto otrzymany z chlorku benzylu i 4-hydroksybenzoesanu sodu.

## Zastosowanie
Parabeny stosowane są w kosmetykach, lekach i produktach spożywczych. Stanowią najczęściej stosowane konserwanty w kosmetykach, zwłaszcza w tych pozostawianych na skórze (kremy, balsamy, pomadki do ust, podkłady, maseczki), ale także w szamponach, mydłach czy tonikach do włosów. Występują również w produktach hipoalergicznych i dziecięcych. Czasem wykorzystywane są jako substancje przeciwpotowe bądź przeciwłupieżowe. W produktach leczniczych są wykorzystywane w środkach do stosowania zewnętrznego (na skórę, błony śluzowe bądź do oczu) takich jak kremy, maści, płyny czy krople.

### Zawartość w produktach i uregulowania prawne
W Unii Europejskiej dozwolone jest stosowanie parabenu metylu i parabenu etylu (oraz ich soli) w kosmetykach w stężeniu do 0,4%, natomiast zawartość wszystkich tych substancji nie może w produkcie przekroczyć zawartości 0,8%. W przypadku parabenu propylu i parabenu butylu zawartości te wynoszą odpowiednio 0,14% i 0,8%, przy czym parabenów tych nie można stosować w produktach niespłukiwanych przeznaczonych dla dzieci poniżej 3. roku życia nakładanych na skórę na obszarze przykrytym pieluchą. Zabronione jest natomiast stosowanie parabenu izopropylu, parabenu izobutylu, parabenu fenylu, parabenu benzylu i parabenu pentylu. Zazwyczaj jednak stężenia te w kosmetykach nie przekraczają 0,3%.
Do stosowania w żywności dopuszczone są paraben etylu (E214) i paraben metylu (E218) oraz ich sole sodowe (odpowiednio: E215 i E219). Dopuszczalne stężenie parabenów w preparacie enzymów spożywczych to 2 g/kg, w gotowej żywności – 2 mg/kg, a w napojach – 1 mg/l.

## Mechanizm działania
Dokładny mechanizm działania przeciwbakteryjnego nie został wyjaśniony, jednak postuluje się, że może on być związany z inhibicją syntezy DNA lub RNA, niektórych enzymów (jak ATPazy bądź fosfotransferazy), czy też zaburzeniem procesów transportu błonowego. Możliwe jest także, że parabeny powodują denaturację białek.

## Wpływ na zdrowie
Parabeny są związkami praktycznie nietoksycznymi, nie są rakotwórcze, genotoksyczne bądź teratogenne. Do możliwych działań niepożądanych zalicza się nadwrażliwość kontaktową, występującą jednak stosunkowo rzadko. Działają również agonistycznie wobec receptorów estrogenowych, jednak ich aktywność w tym zakresie jest bardzo niska.

### Reakcje alergiczne i zmiany skórne
Stosowanie produktów zawierających parabeny może prowadzić do kontaktowych reakcji alergicznych, przy czym występują rzadko, mają przeważnie łagodny przebieg i najczęściej związane są ze stosowaniem produktów leczniczych na uszkodzoną skórę. Osoby, u których wystąpiła nadwrażliwość po zastosowaniu produktów zawierających parabeny na uszkodzoną skórę, mogą jednak tolerować kosmetyki zawierające te substancje. Zjawisko takie określane jest mianem „paradoksu parabenowego” i wynika ono z większej wrażliwości uszkodzonej skóry, niż skóry zdrowej, na którą stosowane są kosmetyki. Ryzyko uczuleń spowodowanych spożyciem produktów konserwowanych parabenami jest jeszcze niższe niż w przypadku leków i kosmetyków, jednocześnie nie wywołuje nawrotów bądź zaostrzenia objawów u osób, u których występowały skórne reakcje uczuleniowe.
Parabeny mogą wykazywać działanie drażniące na oczy, prowadząc do zapalenia spojówek. Niekiedy reakcja alergiczna może prowadzić do rozwoju atopowego zapalenia skóry. Długotrwałe stosowanie na skórę produktów zawierających paraben metylu może prowadzić do jego akumulacji w warstwie rogowej, co w połączeniu z wystawieniem na działanie promieniowania słonecznego może prowadzić do zmian skórnych, np. przebarwień.

### Wpływ na gospodarkę hormonalną
Parabeny są agonistami receptorów estrogenowych, jednak ich aktywność w tym zakresie jest niezwykle słaba (od 1000 do miliona razy słabsza niż estradiolu). Przypuszczano, że aktywność ta może mieć związek z rozwojem raka piersi, nieprawidłowym rozwojem męskiego układu rozrodczego w okresie płodowym, czy też niekorzystnymi zmianami w obrębie macicy. Narażenie na parabeny musiałoby być jednak przynajmniej kilkaset razy większe niż to, które wynika z codziennego stosowania kosmetyków i leków oraz spożywania produktów konserwowanych parabenami, aby mogły mieć one niekorzystny wpływ na organizm.

### Podejrzenia o rakotwórczość
Mimo braku odpowiednich badań naukowych, informacje ostrzegające przed stosowaniem antyperspirantów, jako przyczyny występowania raka piersi, pojawiały się w prasie i w Internecie. W 2001 roku P.D. Darbre postawiła hipotezę, że niektóre składniki dezodorantów i antyperspirantów przyczyniają się do powstawania raka piersi. W 2004 roku zespół pod jej kierownictwem opublikował wyniki badań zawartości parabenów w próbkach pobranych z 20 nowotworów piersi, przy czym parabeny wykryto w 18 z nich. Spowodowało to pojawienie się przypuszczeń o możliwy związek pomiędzy stosowaniem kosmetyków zawierających parabeny a ryzykiem występowania tego nowotworu. Artykuł ten został jednak skrytykowany za szereg popełnionych przez autorów błędów oraz braków, m.in. nie przeprowadzono badań na zawartość parabenów w zdrowych tkankach, nie wskazano jaką drogą dostały się one do tkanek piersi (przy czym nie wykluczono również możliwości zanieczyszczenia próbek parabenami na etapie przeprowadzania badań), ani nie sprawdzono czy osoby te w ogóle stosowały kosmetyki zawierające parabeny. Ponadto parabeny są obecnie rzadko stosowane jako środki konserwujące w dezodorantach.
Wykazano w badaniach in vitro, że z uwagi na pewną aktywność estrogenową parabenów, mogą one powodować proliferację komórek nowotworowych. Aktywność ta jest jednak zbyt mała (170 tysięcy razy mniejsza od estradiolu), aby mogło mieć to wpływ na rozwój raka piersi, biorąc pod uwagę niską zawartość parabenów w kosmetykach i lekach.
Badania przeprowadzone w 2002 roku, w którym przebadano 813 kobiet chorych na raka piersi i 793 osoby stanowiące grupę kontrolną, nie wykazały związku pomiędzy stosowaniem antyperspirantów i dezodorantów a zwiększonym ryzykiem zachorowania na raka piersi. Związku tego nie wykazały również badania z 2006 roku przeprowadzone u 54 pacjentów z rakiem piersi. O ile National Cancer Institute czy Scientific Committee on Consumer Safety zaznaczają, że potrzebne są dalsze badania w tym zakresie, to obecnie nie ma dowodów na to, że stosowanie dezodorantów i antyperspirantów zwiększa ryzyko zachorowania na raka piersi.